# نادي فورسكلا بولتافا
نادي فورسكلا بولتافا هو نادي كرة قدم أوكراني من مدينة بولتافا، ويلعب في الدوري الأوكراني الممتاز. يلعب الفريق مبارياته المنزلية على ملعب بوتوفسكي فورسكلا .

## وصلات خارجية
- الموقع الرسمي